# Metacalanus acutioperculum
Metacalanus acutioperculum is een eenoogkreeftjessoort uit de familie van de Arietellidae. De wetenschappelijke naam van de soort is voor het eerst geldig gepubliceerd in 1984 door Ohtsuka.